# Magou Doucouré
Magou Doucouré (* 21. Oktober 2000 in Paris) ist eine französische Fußballspielerin.

## Karriere

### Vereine
Doucouré begann im Alter von zehn Jahren für den in Argenteuil ansässigen Racing Club Argenteuil mit dem Fußballspielen. Nach vier Jahren gelangte sie in die Jugendabteilung von Paris Saint-Germain, für die sie eine Saison lang wirkte. Von 2015 bis 2017 spielte sie für die U19-Mannschaft des Juvisy FCF.
Zur Saison 2017/18 wurde sie von Stade Reims verpflichtet. Für den in der Division 2 Féminine, der zweithöchsten Spielklasse im französischen Frauenfußball vertretenen Verein, kam sie am 17. September 2017 (2. Spieltag) beim 3:0-Sieg im Heimspiel gegen den FC Lorient zu ihrem Seniorinnendebüt. In ihren weiteren 15 Punktspielen gelang ihr am 25. März 2018 (17. Spieltag) beim 2:2-Unentschieden im Auswärtsspiel gegen den FF Issy mit dem Treffer zur 1:0-Führung in der 28. Minute ihr erstes Tor im Seniorinnenbereich. In der Folgesaison trug sie mit 18 Punktspielen zur Zweitligameisterschaft, verbunden mit dem Aufstieg in die Division 1 Féminine bei.
In dieser Spielklasse debütierte sie zum Saisonstart am 24. August 2019 bei der 0:2-Niederlage im Auswärtsspiel gegen den HSC Montpellier. Bis zum Saisonende 2022/23 hatte sie 83 Punktspiele für den Verein bestritten; blieb jedoch ohne Torerfolg.
In der Saison 2023/24 kam sie in elf Punktspielen für den Ligakonkurrenten OSC Lille zum Einsatz. 
Am 12. September 2024 wurde sie vom FC Bayern München verpflichtet und mit einem bis zum 30. Juni 2025 datierten Vertrag ausgestattet. Zum Saisonausklang am 11. Mai 2025 wurde sie vom Verein verabschiedet.
Am 12. Juli 2025 wurde ihre Verpflichtung zum italienischen Erstligisten Napoli Women bekannt.

### Nationalmannschaft
Nachdem Doucouré für die Nachwuchsnationalmannschaften des FFF der Altersklassen U19 und U20 in zwei Jahren bereits sechs Länderspiele bestritten hatte, debütierte sie am 10. Juni 2021 in der U23-Nationalmannschaft, die sich in Uddevalla von der Schweizer U23-Nationalmannschaft mit einem 2:2-Unentschieden trennte. Bis zum 8. Oktober 2023 bestritt sie weitere sechs in Freundschaft ausgetragene Länderspiele, von denen vier gewonnen, eins verloren wurde und eins unentschieden endete.

## Erfolge
- Deutscher Meister 2025 (ohne Einsatz)
- DFB-Pokal-Sieger 2025 (ohne Einsatz)